# De Rots (Rachmaninov)
De Rots, op. 7 (Russisch: Утёс) is een fantasie voor orkest, geschreven door Sergej Rachmaninov in de zomer van 1893.
Rachmaninoff koos voor deze compositie als opschrift een couplet van een gedicht van de Russische dichter Michail Lermontov:

De gouden wolk drijft door de nacht

Over de borst van een gigantische rots

Rachmaninov zou later gezegd hebben dat hij zijn inspiratie voor dit werk voornamelijk gehaald zou hebben uit een verhaal van Anton Tsjechov, waarin een jong meisje een oudere man ontmoet tijdens een overnachting in een herberg. Zij vertellen elkaar verhalen en ontdekken de liefde, waarna hun wegen zich de volgende morgen weer scheiden.
Rachmaninov had veel respect voor de componist Tsjaikovski, en in een ontmoeting tussen die twee bij de vroegere leraar van Rachmaninov, Sergej Tanejev , beloofde Tsjaikovski de Rots op te nemen in het programma van zijn komende tournee. Deze belofte werd nooit ingelost, aangezien Tsjaikovski later dat jaar overleed.
De compositie werd opgedragen aan Nikolaj Rimski-Korsakov.